# 進化合体エヴォルバイン
『進化合体エヴォルバイン』は、バンダイから発売されていた食玩の名称。

## 概要
2010年8月より食玩版ムゲンバインをリニューアルした新シリーズを発売。今までの自由に合体させるコンセプトに、卵形態から動物や昆虫に変形させる進化変身ギミックを追加し、より自由に合体遊びができるようにしている。
オリジナルストーリーを設定しており、公式サイトではムゲンファラオやムゲンサタンら食玩版ムゲンバインの戦いが前史であったことを匂わせている。

## メインストーリー
かつて『光のバインパワー』と『闇のバインパワー』との戦いがあり、光のパインパワーは世界へと散り、闇のバインパワーは長い間に形を変え魔獣となって人々を襲っていた。エンら少年たちは光のバインパワーが宿りし卵『エヴォルバイン』と出会いともに戦うこととなる。

### 登場キャラクター
- エン

バーニングフェザー、トルネードスタッグのパートナー。高い山の頂上でエヴォルバインと遭遇した。
- ソウジ

バーニングライガー、トルネードスケイルのパートナー。エヴォルバインで謎の敵と戦っている少年。
- コウキ

バーニングレックス、トルネードホーンのパートナー。砂漠を守っていたエヴォルバインと出会った少年。
- ハクト

バーニングフロッグ、トルネードクローのパートナー。クロトの双子の弟。水の神殿でエヴォルバインを手にした少年。
- クロト

バーニングビートル、トルネードファングのパートナー。ハクトの双子の兄。弟を助けるため地面の中で眠っていたエヴォルバインを手にする。

## ラインナップ

### 進化合体エヴォルバイン
2010年8月23日発売。全5種。

#### ムゲンバーニング
それぞれスタンバイモード（卵）、アタックモード（幼体）、バーニングモード（成体）へと三段進化変形し、さらに5体が合体することで究極の戦士・ムゲンバーニングが完成する。
- バーニングフェザー（鳥型、右腕）
- バーニングライガー（ライオン型、胴体）
- バーニングレックス（恐竜型、左腕）
- バーニングフロッグ（カエル型、右足）
- バーニングビートル（カブトムシ型、左足）

### 進化合体エヴォルバインII
2011年1月10日発売。全10種。

#### ムゲントルネード
- トルネードスケイル（水龍型、右腕）
- トルネードファング（狼型、胴体）
- トルネードクロー（鳥型、左腕）
- トルネードスタッグ（昆虫（クワガタ）型、右足）
- トルネードホーン（猛牛型、左足）

#### ムゲンストーム
- ストームスケイル（水龍型、右腕）
- ストームファング（狼型、胴体）
- ストームクロー（鳥型、左腕）
- ストームスタッグ（昆虫（クワガタ）型、右足）
- ストームホーン（猛牛型、左足）

### 進化合体エヴォルバインIII
2011年7月11日発売。全5種。

#### ムゲンライトニング
スタンバイモード（卵）、アームズモード（幼体）、バーニングモード（成体）へと三段進化変形し、5体合体でムゲンライトニングが、そして組み合わせでアルティメットドラゴンが完成する。かつて発売された、食玩ムゲンバイン「ムゲン四聖獣」を髣髴とさせる。
- サンダーセイリュウ（青龍型、ドリル、右腕）
- サンダービャッコ（白虎型、剣、右足）
- サンダースザク（朱雀型、弓、左腕）
- サンダーゲンブ（玄武型、キャノン砲、左足）
- サンダーロイド（人型、ゴリラ型、胴体）